# بيج باترسون
بيج باترسون (بالإنجليزية: Paige Patterson) هو عالم عقيدة أمريكي، ولد في 19 أكتوبر 1942.